# Jakusfölde
Jakusfölde egykori falu Zala vármegyében.
Írásos forrásokban a 13. 14. és 15. században említik:
- 1275-ben IV. László király Adrianus fia Miklósnak adja a zalai Paka vára melletti „Jakusfeulde” nevű lakatlan földjét.[1]
- 1310-ben „Poss. Jakusfeulde” néven említik.[2]
- 1350-ben a zalai Szent Adorján monostor konventje a Miklós volt bán, zalai comes képviseletében eljáró Fábián ﬁa János familiáris kérésére átírja I. Lajos király 1349-ben kelt, Jakusfölde birtokában fekvő részbirtoka adományozásáról, illetve Jakusföldei János fia özvegye és lánya jakusföldei birtokának eladásáról szóló oklevelét. Az okiratban a birtok „Poss. Jakusfeulde”, „Terra Jakusfelde vocata, iuxta fluvium Paka”, majd „Terra seu possessio Jakofelde” alakban szerepel.[3]
- 1424-ben egy másik okiratban „Poss Varfelde al. nom. Jakwsfelde” néven találjuk. A régmúltban a mai Várfölde határába olvadt.[2]